# Куржанский, Александр Борисович
Алекса́ндр Бори́сович Куржа́нский (19 октября 1939, Шанхай — 8 февраля 2025) — советский и российский математик, академик АН СССР (1990) и РАН (1991). Лауреат Ленинской премии (1976). Заведующий кафедрой системного анализа факультета вычислительной математики и кибернетики МГУ.

## Биография
Родился 19 октября 1939 года в городе Шанхае, Китайская Республика, в то время — многонациональном городе.
Окончил энергетический факультет Уральского Политехнического института (1962) и заочное отделение математико-механического факультета Уральского государственного университета (УрГУ) (1962), аспирантуру математико-механического факультета УрГУ (1965). С 1965 года работал на кафедре прикладной математики УрГУ. Кандидат физико-математических наук (1965), тема диссертации: «Некоторые задачи управления, оптимального по квадратичным критериям», доктор физико-математических наук (1972), тема диссертации: «Управление экстремально связанным движением и позиционное наблюдение», профессор (1975).
В 1967—1984 годах работал в Институте математики и механики УрО АН СССР в должностях старшего научного сотрудника, заведующего лабораторией, заведующего отделом, с 1977 г. по 1983 г. — директор Института математики и механики УрО АН СССР.
В течение восьми лет, с 1984 по 1992 гг., А. Б. Куржанский работал в Международном институте прикладного системного анализа — IIASA (Лаксенбург, Австрия) руководителем отдела методологии системного анализа и программы «Науки о системах и принятии решений», с 1987 года также заместителем директора IIASA. Кандидатуру Куржанского на заведование отделом методологии системного анализа поддержал, в частности, французский математик Жак-Луи Лионс.
Член-корреспондент АН СССР c 29.12.1981 по Отделению механики и процессов управления.
Академик АН СССР c 15.12.1990 по Отделению проблем машиностроения, механики и процессов управления.
С 1992 года работал в МГУ. Организатор и заведующий кафедрой системного анализа факультета вычислительной математики и кибернетики МГУ (1992). Заслуженный профессор МГУ (1999).
Удостоен звания «Почётный исследователь» Международного института прикладного системного анализа (IIASA, Лаксенбург, Австрия, 1992). Преподавал в университете им. Я. Коменского (Братислава, Чехословакия, 1987—1988), работал приглашённым исследователем в исследовательском центре CNRS VERIMAG (Гренобль, Франция, 1998) и в Калифорнийском университете (Беркли, США, 1999—2002).
Умер 8 февраля 2025 года в возрасте 85 лет.

## Научная деятельность
С именем А. Б. Куржанского связаны важные результаты в решении математических задач теории управления, обратных задач теории наблюдения и идентификации, нелинейного анализа и оптимизации. А. Б. Куржанским разработаны методы решения задач управления при наличии функциональных ограничений, в том числе импульсных управлений. Им развита теория гарантированного оценивания динамики систем по результатам измерений — методы идентификации, фильтрации и интерполяции для обыкновенных и распределённых процессов. Ему принадлежат результаты по дуальности задач игрового управления и позиционного наблюдения, по теории синтеза управлений в условиях неполной информации. В работах А. Б. Куржанского построена теория трубок траекторий для нелинейных дифференциальных включений, отвечающих задачам моделирования недоопределённых динамических систем и целевого управления ансамблями траекторий. Разработаны конструктивные методы решения задач оценивания и идентификации для динамических систем со статистически неопределёнными параметрами. Развиты основы теории наблюдения для эволюционных систем, описываемых уравнениями в частных производных. Предложена единая схема построения регуляризаторов для некорректных обратных задач оценивания в таких системах.
В последние годы А. Б. Куржанским активно развиваются алгоритмические методы решения задач динамики и управления, основанные, в частности, на специально построенном эллипсоидальном исчислении, позволяющем далее перейти к разработке программного обеспечения для широких классов задач управления. Им получены фундаментальные результаты теории синтеза управления в условиях неопределённости для систем, в которых обратная связь формируется по результатам наблюдений. Сформулирован «принцип оптимальности в условиях неполной информации» для указанного круга задач.

### Основные публикации
А. Б. Куржанский опубликовал более 200 научных работ, в том числе несколько монографий.
- Куржанский А. Б. Управление и наблюдение в условиях неопределённости. — М.: Наука, 1977.
- Идентификация — теория гарантированных оценок (в кн.: От данных к модели. 1988, на англ. яз.)
- Ellipsoidal Calculus for Estimation and Control — Birkhäuser, 1997 (with I. Vályi).
- Избранные труды — М.: Издательство МГУ, 2009.

## Признание
Лауреат Ленинской премии (1976; совместно с Н. Н. Красовским, Ю. С. Осиповым и А. И. Субботиным) — за цикл работ по математической теории управляемых систем.
Заслуженный профессор Московского университета (1999).